# Shahed 131
El Shahed 131, dit igualment Gueran-1 en el seu servei amb les forces armades russes, és un dron fabricat a l'Iran que es feu notori l'octubre del 2022 arran del seu ús en la invasió russa d'Ucraïna. Porta un motor Wankel, model Shahed-783/788. Janes n'ha publicat un resum tècnic detallat. Té una ogiva de 15 kg i un abast de 900 km.
La seva planta motriu és el motor Wankel Serat-1, que és una còpia del motor Wankel Beijing Micropilot UAV Control System Ltd MDR-208. El dron utilitzat per a l'atemptat d'Abqayq-Khurays (2019) portava un motor d'aquest tipus. L'atac fou comunicat al Secretariat de l'ONU en el marc de les investigacions relatives a la Resolució 2231 del Consell de Seguretat de les Nacions Unides.
Es descobrí que el sistema de control del vol del Shahed-131 es podien connectar als satèl·lits Iridium, cosa que en teoria permetria modificar-ne la trajectòria en ple vol. El controlador de vol té un sistema de navegació inercial auxiliar basat en un giroscopi MEMS. Les seves instruccions principals deriven d'un sistema GPS de nivell comercial.

## Història operacional
El dron fou vist per primera vegada a la península Aràbiga quan els rebels houthis el feren servir per atacar objectius saudites.
Fou utilitzat en la invasió russa d'Ucraïna que començà el 2022 amb el nom rus de «Gueran-1».